# Bontbekplevier
De bontbekplevier (Charadrius hiaticula) is een vogel uit de familie van de plevieren (Charadriidae).
In Nederland en België kunnen bontbekplevieren het hele jaar door gezien worden. Als broedvogels zijn ze schaars, als trekvogels komen ze in vrij grote aantallen voor, vooral langs de kust tijdens de najaarstrek in de nazomer en herfst (augustus-september) en de voorjaarstrek (april-mei). Er zijn ook overwinteraars, maar die trekken weg bij strenge vorst.

## Kenmerken
Deze vogels hebben een zwart verenkleed met witte banden op de kop, borst en hals, oranje poten en een oranje, zwartgepunte snavel. Door het donkere oog is de bontbekplevier te onderscheiden van de kleine plevier. In de vlucht is duidelijk een witte streep te zien. Dit is voor beide geslachten gelijk. De lichaamslengte bedraagt 18 tot 20 cm en het gewicht 50 tot 70 gram.

## Leefwijze
Hun voedsel bestaat uit weekdieren, kreeftachtigen en ongewervelden, vooral wormen.

## Voortplanting
Het nest van de bontbekplevier bestaat uit een onopvallend kuiltje, waarin ongeveer vier uitstekend gecamoufleerde, grijsgele, soms groenachtige eieren met bruinzwarte vlekken gelegd worden. Beide ouders broeden en zorgen voor de jongen. Bij verstoring van het nest doen de vogels alsof ze gewond zijn om op deze manier de aandacht van de verstoorder te trekken en deze weg te leiden bij het nest.
- Broedende bontbekplevier
- Bontbekplevier broedt op een parkeerplaats
- Bontbekplevier met jongen

## Verspreiding en leefgebied
Deze soort komt voor in de meest uiteenlopende habitats in IJsland, Scandinavië en het Verenigd Koninkrijk, die het leeuwendeel herbergen van de Europese populatie bontbekplevieren. Ze komen ook voor in Afrika, Madagaskar en noordelijk Azië. Broedt langs zee- en zoetwaterkusten, met een voorkeur voor stenige of zandige bodems met een beperkte groei van gras. Kan zelfs broeden op grinddaken van flats en gebouwen.
De soort telt drie ondersoorten:
- C. h. psammodromus: noordoostelijk Canada, Groenland en IJsland
- C. h. hiaticula: van het Verenigd Koninkrijk en westelijk Frankrijk tot zuidelijk Noorwegen, zuidelijk Zweden en de Baltische Staten
- C. h. tundrae: noordelijk Eurazië

## Status in Nederland en België
SOVON schatte in 2000 het aantal broedparen in Nederland tussen de 430 en 470. Dit is erg weinig, daarom staat de bontbekplevier als kwetsbaar op de Nederlandse rode lijst en als zeldzaam op de Vlaamse rode lijst. De soort staat als niet bedreigd op de internationale lijst van de IUCN staat maar valt wél onder de AEWA.

## Afbeeldingen

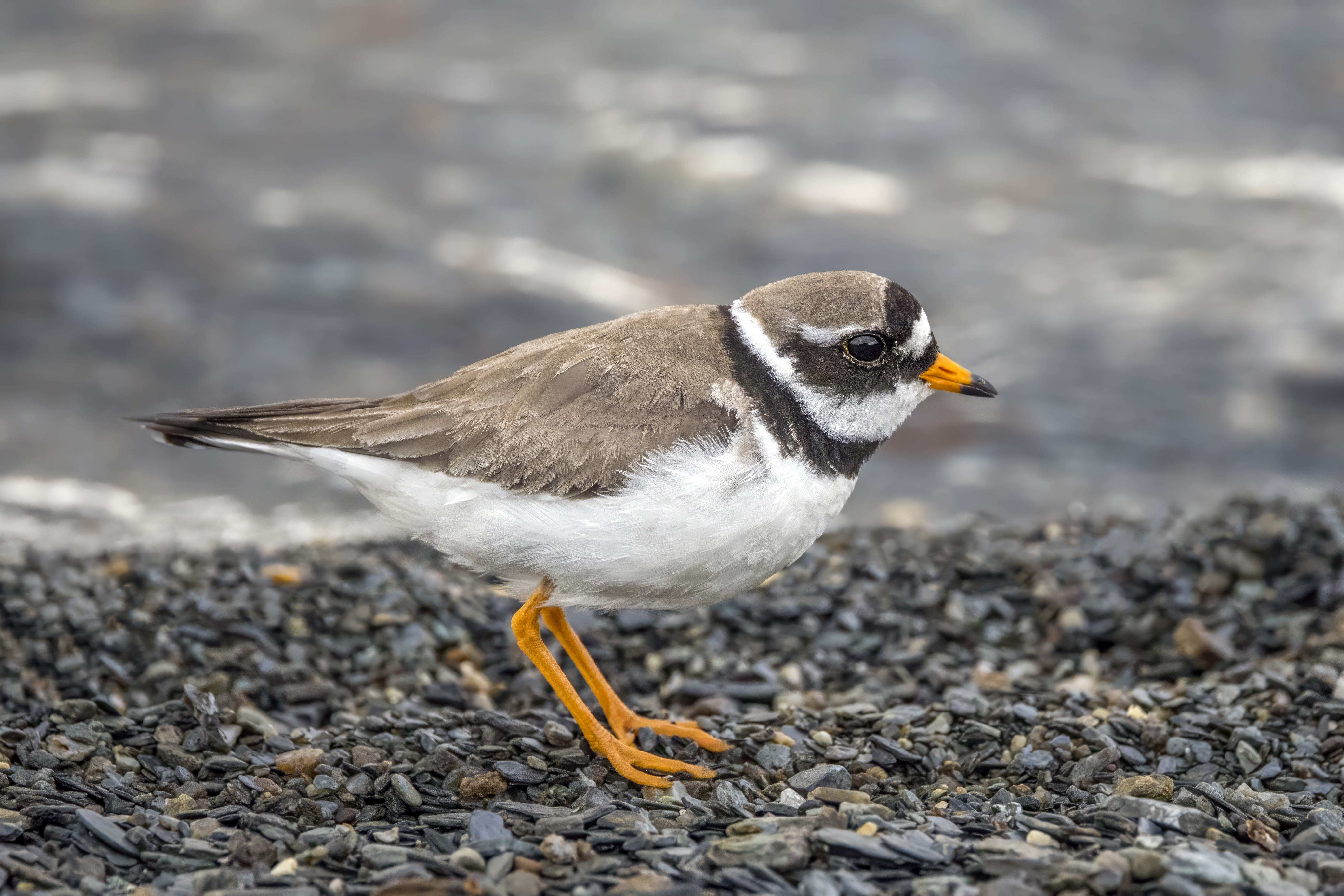
Volwassen bontbekplevier
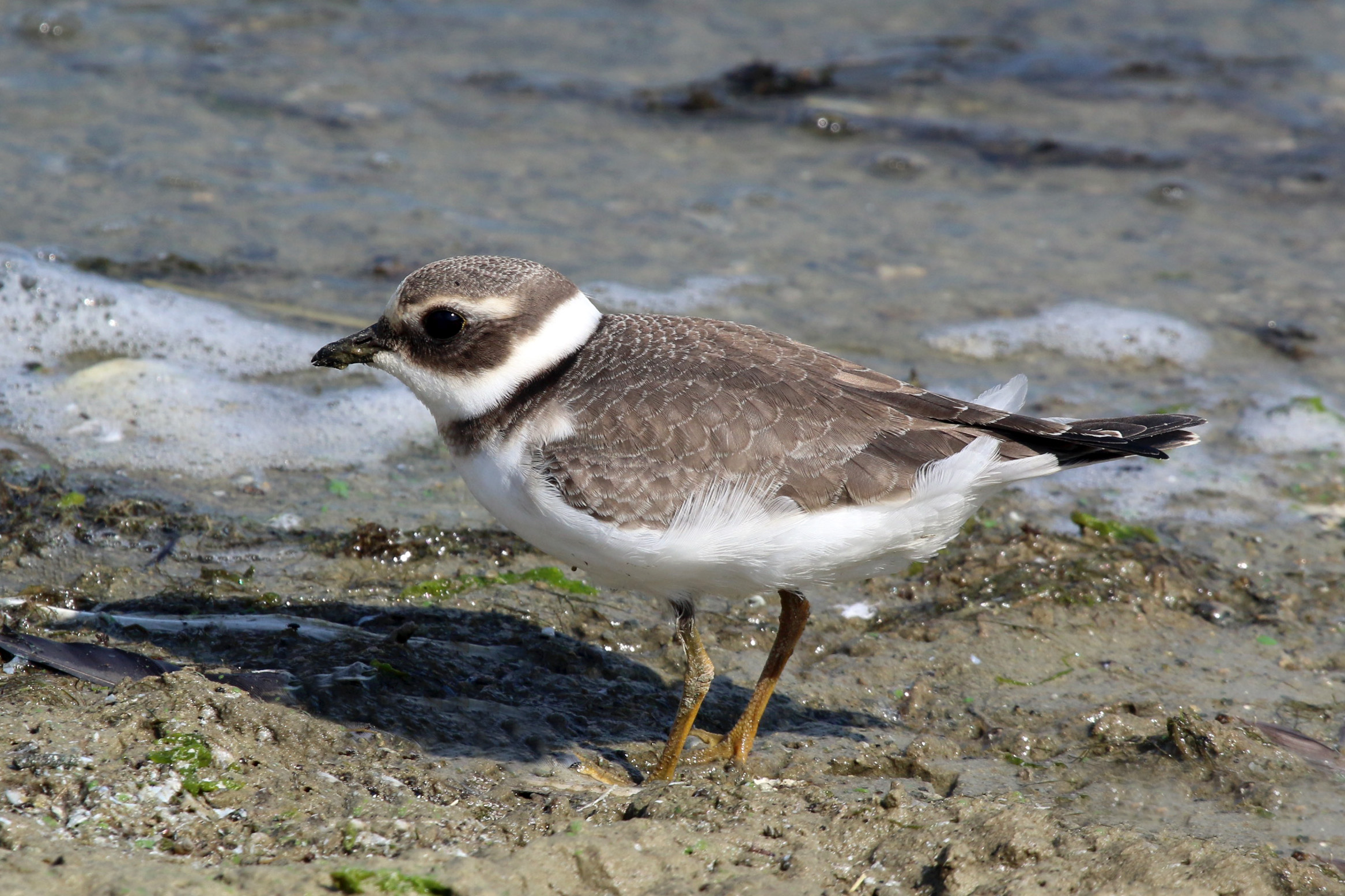
Jong-volwassen bontbekplevier
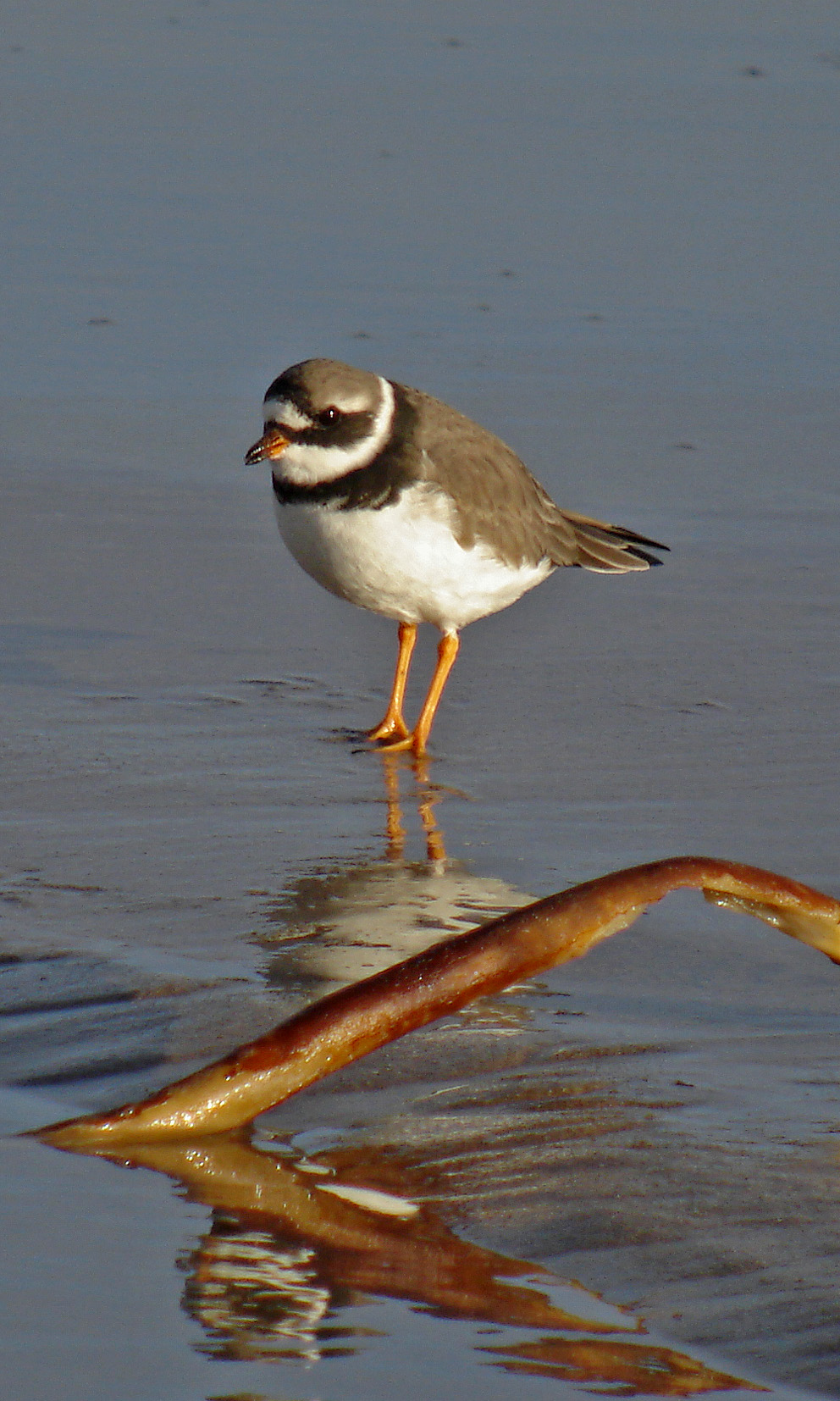
Volwassen bontbekplevier
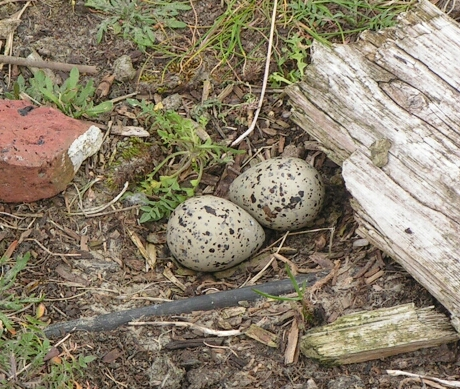
Eieren
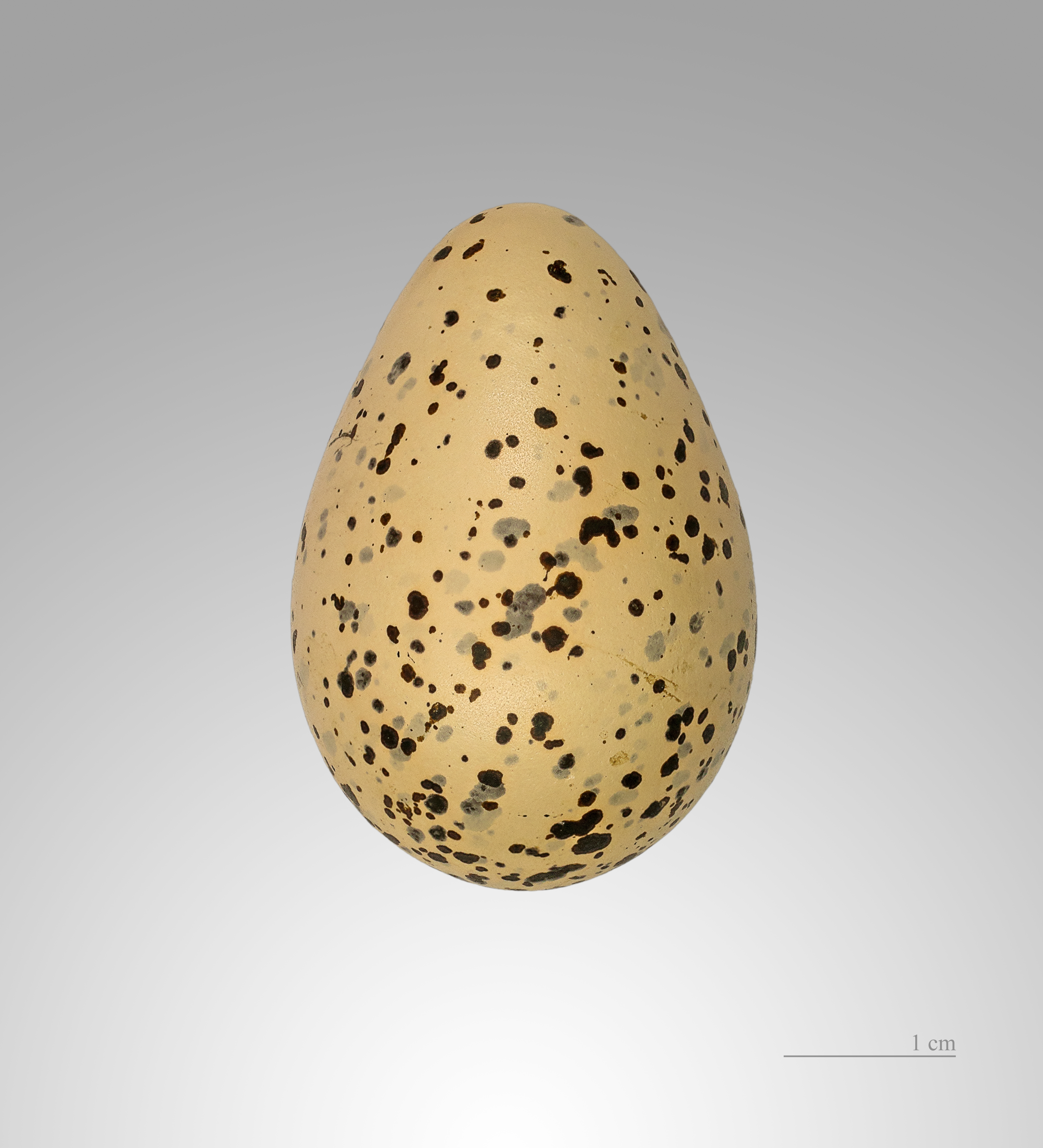
Ei

## Video
- Paartje foeragerend op het wad en nestelend tussen zeekraal